# 侯光炯
侯光炯（1905年—1996年），男，上海金山人，中国土壤学家，曾任西南农业大学教授、自然免耕研究所所长。从事土壤学教学与科研工作达60年。

## 生平
1928年毕业于北京农业大学农化系。1955年选聘为中国科学院学部委员（院士）。